# Alberto II de Namur
Alberto II de Namur (1000 — 1064) foi conde de Namur entre os anos de 1018 e 1062.

## Relações familiares
Foi filho de Alberto I de Namur (c. 950-1011), conde de Namur e de Ermengarda da Baixa-Lorena, filha de Carlos da Baixa-Lorena, duque da Baixa-Lorena, neta do rei Luís IV de França e de Gerberga da Saxônia, e por esta bisneta do rei Henrique I da Germânia. 
Alberto II casou com Regelinda da Baixa-Lorena (c. 1038 - 1067), filha de Gotelão I de Verdun, duque da Baixa-Lorena, e foram pais de:
1. Alberto III de Namur[2], conde de Namur casou com Ida da Saxônia, filha de Bernardo II da Saxónia e de Eilika de Nordgau de Schweinfurt.
2. Henrique I de Namur.
3. Edviges de Namur († 1080), casada com Gerardo I da Lorena (1030 - 11 de Outubro de 1070)